# Alf Lindberg
Alf Gustaf Natanael Lindberg, född 26 februari 1905 i Göteborg, död 6 mars 1990 i Johannebergs församling, Göteborg, var en svensk målare och grafiker.

## Biografi
Alf Lindberg utbildade sig vid Slöjdföreningens skola 1924–1927 och vid Valands konstskola 1927–1931. Uppvuxen och skolad bland Göteborgskoloristerna, som han dock ej tillhörde, målade han fast uppbyggda västkustlandskap, stilleben och figurbilder i ofta mörka färger och en med åren alltmer dynamisk penselföring.
Med sitt kompromisslösa måleri och sin starka färgbehandling återgav Lindberg sin värld ur ett kaos av omtagningar, infall, raderingar och övermålningar. Många av hans målningar var inspirerade av Cezanne.
År 1959 invaldes Lindberg som ledamot i Konstakademien  och 1973 tilldelades han Prins Eugen-medaljen
Lindbergs målningar finns bland annat på Moderna museet i Stockholm, Göteborgs konstmuseum, Kalmar konstmuseum, Norrköpings konstmuseum  och Nasjonalgalleriet i Oslo.
Alf Lindberg är begravd på Östra kyrkogården i Göteborg.